# Schlierbach (Württemberg)

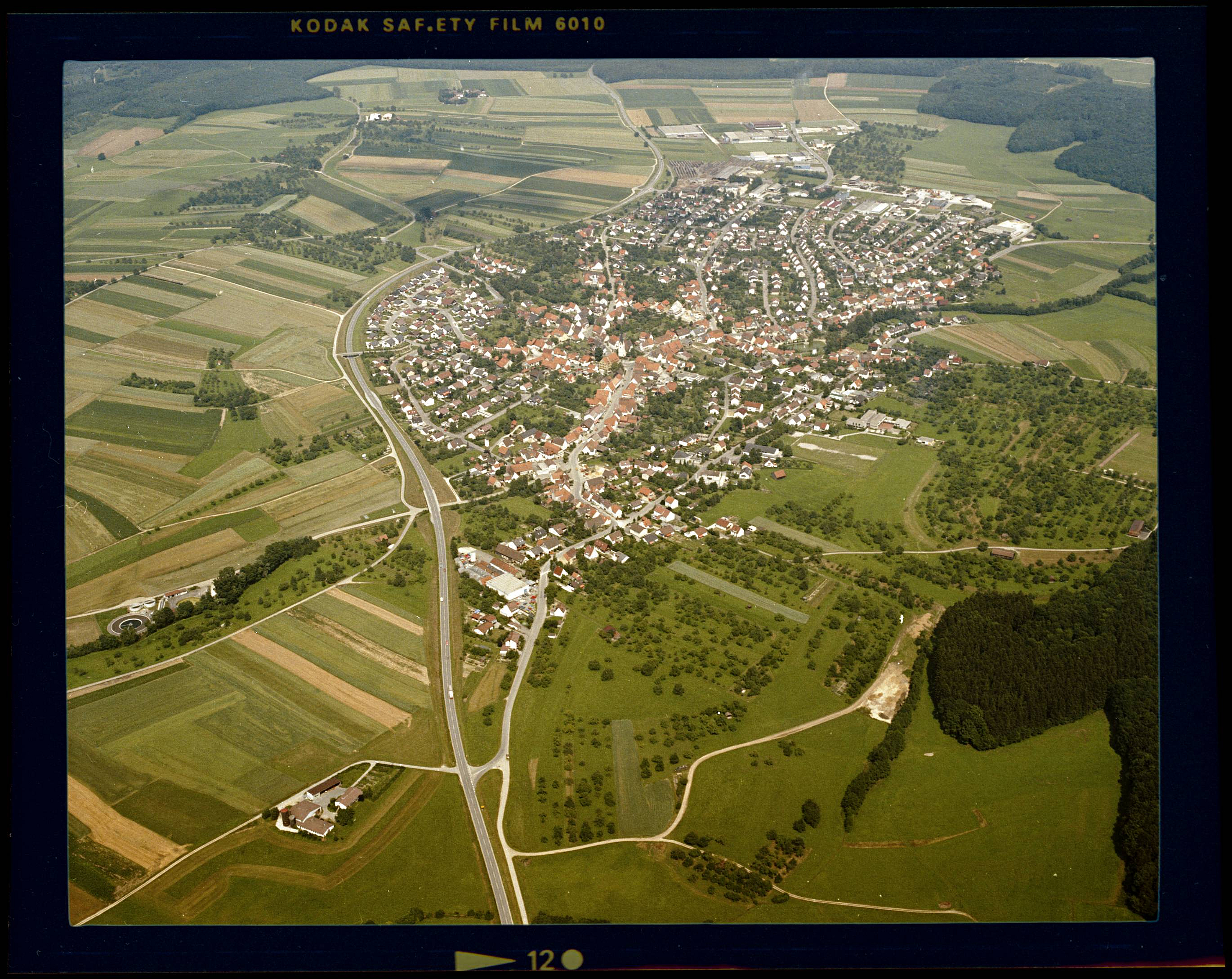
Luftbild von Schlierbach (1983)

Schlierbach ist eine Gemeinde im baden-württembergischen Landkreis Göppingen. Sie gehört zur Region Stuttgart (bis 1992 Region Mittlerer Neckar) und zur Randzone der europäischen Metropolregion Stuttgart.

## Geographie

### Geographische Lage
Das Gemeindegebiet von Schlierbach liegt im Vorland der mittleren Schwäbischen Alb, in Luftlinie etwa 11 km westsüdwestlich der Kreisstadt Göppingen und etwa 28 km ostsüdöstlich der Landeshauptstadt Stuttgart. Das sich von 311 m ü. NN an dessen Ausfluss bis zu ungefähr 390 m ü. NN erhebende Gemeindegebiet entwässert über den Schlierbach und andere Oberläufe des Talbachs nordwestlich in Richtung Fils.

### Gemeindegliederung
Der einzige Ort in der Gemeinde ist das namengebende Dorf Schlierbach. Im Gebiet liegen die abgegangenen Ortschaften Bolzhausen und Brühlmannshof.

### Nachbargemeinden
Schlierbach grenzt reihum im Nordnordwesten an die Stadt Ebersbach an der Fils, im Nordosten an die Gemeinde Albershausen und im Südosten an die Gemeinde Hattenhofen, die alle drei dem eigenen Landkreis Göppingen angehören. Dagegen liegen die Gemeinde Ohmden im Süden, die Stadt Kirchheim unter Teck im Südwesten sowie die Gemeinde Notzingen im Westen im Landkreis Esslingen.

### Flächenaufteilung
Nach Daten des Statistischen Landesamtes, Stand 2014.

## Geschichte

### Altertum
Die Spuren der ersten menschlichen Besiedlung auf Schlierbacher Markung führen bis in den Zeitraum von 800 bis 450 v. Chr. zurück. Den Kelten folgten etwa um Christi Geburt die Römer, die wiederum im 3. Jahrhundert von den Alamannen verdrängt wurden.

### Mittelalter
Die Alamannen gelangten seit dem 8. Jahrhundert unter fränkische Herrschaft. In der jüngeren Ausbauzeit des 9. bis 12. Jahrhunderts entstanden, gehörte der Ort im 13. Jahrhundert den Herzögen von Teck.
Im Jahr 1275 wird Schlierbach im liber decimationis, einem Steuerverzeichnis, erstmals urkundlich erwähnt. Mit dem Erwerb der Herrschaft Teck durch Graf Ulrich im Jahre 1381 wurde Schlierbach württembergisch. 1485 kam Schlierbach vom Amt Kirchheim zum Amt Göppingen.

### Neuzeit
Bei der Umsetzung der neuen Verwaltungsgliederung im 1806 gegründeten Königreich Württemberg blieb Schlierbach weiterhin beim Oberamt Göppingen. Im Zuge der Kreisreform während der NS-Zeit in Württemberg gelangte die Gemeinde 1938 zum neu gefassten Landkreis Göppingen. Nach dem Zweiten Weltkrieg wurde der Ort Teil der Amerikanischen Besatzungszone und gehörte somit zum neu gegründeten Land Württemberg-Baden, das 1952 im jetzigen Bundesland Baden-Württemberg aufging.

### Einwohnerentwicklung
Quelle: Statistisches Landesamt Baden-Württemberg für die Daten ab 1970
| Datum              | Einwohner |
| ------------------ | --------- |
| 1837               | 1523      |
| 1907               | 1282      |
| 17. Mai 1939       | 1289      |
| 13. September 1950 | 1633      |
| 27. Mai 1970       | 2810      |
| 31. Dezember 1983  | 3447      |
| 25. Mai 1987       | 3438      |
| 31. Dezember 1991  | 3538      |
| 31. Dezember 1995  | 3655      |
| 31. Dezember 2005  | 3772      |
| 31. Dezember 2010  | 3798      |
| 31. Dezember 2015  | 3927      |
| 31. Dezember 2020  | 3926      |

## Politik

### Gemeinderat
Der Gemeinderat in Schlierbach besteht aus den 14 gewählten ehrenamtlichen Gemeinderäten und dem Bürgermeister als Vorsitzendem. Der Bürgermeister ist im Gemeinderat stimmberechtigt. Die Kommunalwahl am 9. Juni 2024  führte zu folgendem Ergebnis.
| Parteien und Wählergemeinschaften | Parteien und Wählergemeinschaften           | % 2024  | Sitze 2024 | % 2019  | Sitze 2019 | Kommunalwahl 2024 %6050403020100 49,01 %53,74 % CDUFWGewinne/Verlusteim Vergleich zu 2019 %p 4 2 0 −2 −4± 0,00 %p+2,75 %pCDUFW |
| CDU                               | Christlich Demokratische Union Deutschlands | 46,26   | 6          | 49,01   | 7          | Kommunalwahl 2024 %6050403020100 49,01 %53,74 % CDUFWGewinne/Verlusteim Vergleich zu 2019 %p 4 2 0 −2 −4± 0,00 %p+2,75 %pCDUFW |
| FUW                               | Freie Unabhängige Wählergemeinschaft        | 53,74   | 8          | 50,99   | 7          | Kommunalwahl 2024 %6050403020100 49,01 %53,74 % CDUFWGewinne/Verlusteim Vergleich zu 2019 %p 4 2 0 −2 −4± 0,00 %p+2,75 %pCDUFW |
| gesamt                            | gesamt                                      | 100,0   | 14         | 100,0   | 14         | Kommunalwahl 2024 %6050403020100 49,01 %53,74 % CDUFWGewinne/Verlusteim Vergleich zu 2019 %p 4 2 0 −2 −4± 0,00 %p+2,75 %pCDUFW |
| Wahlbeteiligung                   | Wahlbeteiligung                             | 69,92 % | 69,92 %    | 69,92 % | 69,92 %    | Kommunalwahl 2024 %6050403020100 49,01 %53,74 % CDUFWGewinne/Verlusteim Vergleich zu 2019 %p 4 2 0 −2 −4± 0,00 %p+2,75 %pCDUFW |

### Bürgermeister
Im September 2010 wurde Paul Schmid für eine vierte Amtszeit wiedergewählt.
Am 10. Juni 2018 wurde Sascha Krötz im ersten Wahlgang mit 61,99 % der Stimmen zum neuen Bürgermeister gewählt.

### Wappen
Das teilredende Wappen besteht aus einem gelben Schildhaupt mit schwarzer Hirschstange, darunter in Blau zwei gelbe Wellenbalken. Die Wellenbalken stehen für den Schlierbach, der dem Ort seinen Namen verleiht. Die Hirschstange weist auf die ehemalige Zugehörigkeit zu Württemberg hin. Das Wappen ist von der Landesregierung am 21. Januar 1948, die gelb-blaue Flagge durch das Innenministerium am 18. Dezember 1958 verliehen worden.

## Bildung
- Schlierbach verfügt über eine Grund- und Hauptschule mit Werkrealschule.
- Für die jüngsten Einwohner gibt es zwei Kindergärten im Ort. Sowie seit November 2023 die Kindertagespflege "Entdeckerbande".
- Weiter gibt es im Ort eine Volkshochschule.

## Söhne und Töchter der Gemeinde
- Gottlieb Leonhard Gaiser (1817–1892), Übersee-Kaufmann
- Paul Weigand (1889–1940), Lehrer und Abgeordneter im Landtag des freien Volksstaates Württemberg
- August Hagmann (1914–1969), Landtagsabgeordneter der CDU in Baden-Württemberg.